# Mikaël Silvestre
Mikaël Samy Silvestre (n. 9 august 1977, Chambray-lès-Tours) este un fost fotbalist francez, care juca pe postul de fundaș. Între anii 2001–2006 a jucat 40 de meciuri la echipa națională de fotbal a Franței.

## Cariera de club

### Rennes

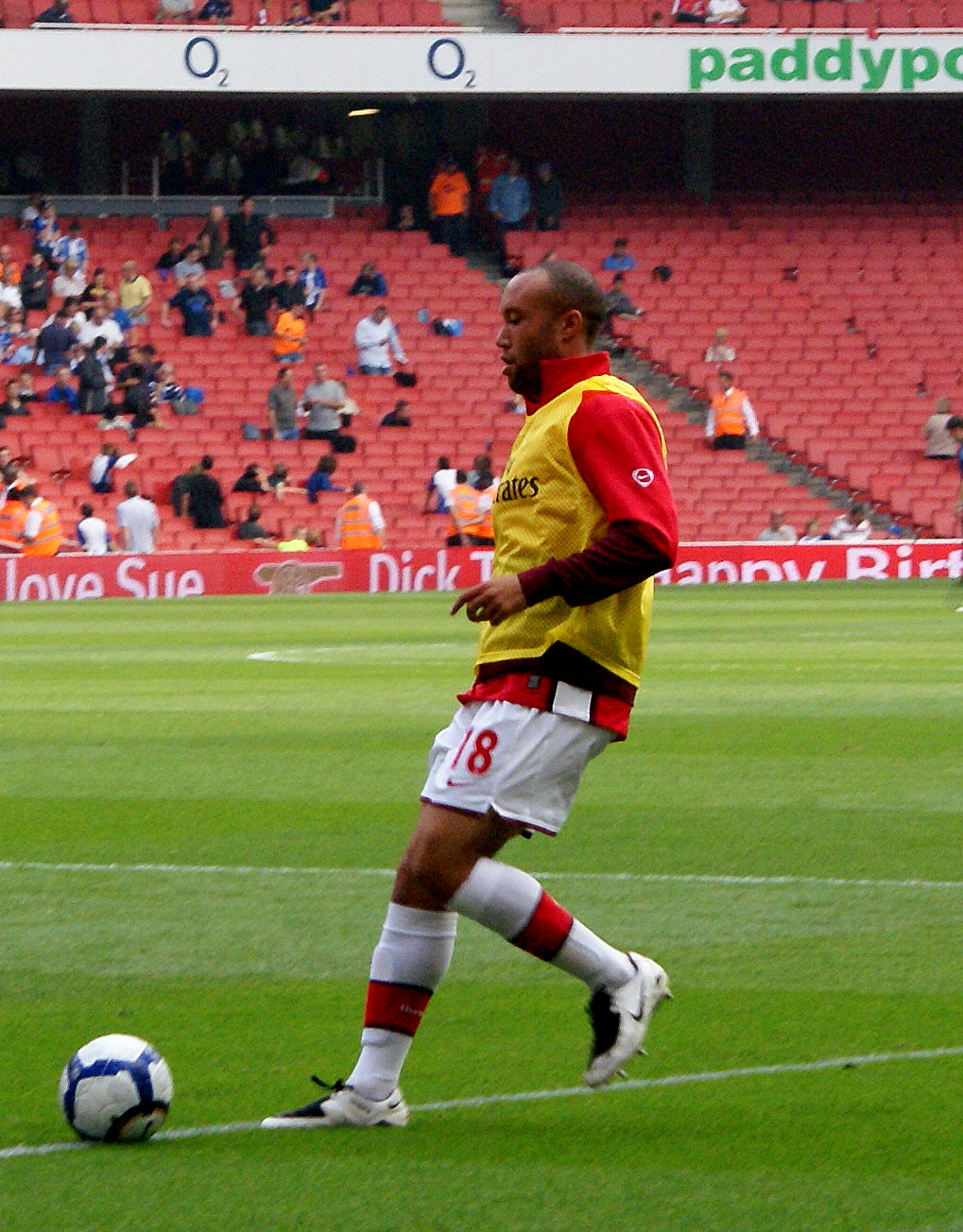
Mikaël Silvestre

Silvestre și-a început cariera de fotbalist la clubul francez Rennes, în sezonul 1995/1996. La Rennes a început să fie cunoscut la nivel european, și în sezonul 1997/1998 a semnat cu Internazionale Milano. A jucat în 18 partide de campionat pentru Inter, precum și în 6 meciuri de cupă europeană. Silvestre s-a transferat la Manchester United pe 10 septembrie 1999, pentru 4 milioane de lire sterline.
Silvestre a fost folosit atât ca fundaș central, cât și ca fundaș stânga, dar a declarat că preferă să joace în centrul apărării. Silvestre este recunoscut pentru ritmul său de joc, și este de asemenea un bun servant. Este cunoscut pentru centrările sale, precum și pentru tacklingurile reușite.

### Manchester United
Silvestre a debutat la Manchester United într-un meci cu Liverpool, pe Anfield în 1999. Nu a strălucit în primul său sezon, în care l-a înlocuit pe norvegianul Ronny Johnsen în centrul apărării, jucând alături de olandezul Jaap Stam. Până în sezonul 2001/2002 Silvestre își câștigase deja un post de titular în defensiva lui Manchester, înlocuindu-l pe veteranul Denis Irwin, și părea un fundaș cu apetit ofensiv. A creat mai multe goluri ale lui Ruud van Nistelrooy, cel mai important fiind cel marcat în deplasare cu Deportivo (2-0), spre sfârșitul sezonului. A fost criticat în urma meciului terminat la egalitate cu Bayern München, 1-1, fiind învinuit de golul primit pe final, dar per total a făcut un sezon reușit atunci.
La începutul sezonului următor, a fost folosit inițial ca fundaș stânga, dar în urma accidentării lui Rio Ferdinand și îmbătrânirii lui Laurent Blanc (care juca prost din această cauză), a trecut din nou în centrul defensivei. A format atunci o pereche de succes cu Wes Brown, Silvestre arătându-se calm, sigur pe el, folosindu-și bine ritmul și creând goluri prin mingile sale trimise precis în diagonală.
În sezonul următor a făcut pereche în centrul defensivei cu Rio Ferdinand, cei doi excelând în prima jumătate a sezonului, și fiind considerați pentru asta cel mai bun cuplu de fundași centrali ai lui Manchester United de la Bruce și Pallister încoace. Dar Rio Ferdinand a primit atunci o suspendare de opt luni, pentru că a refuzat să se prezinte la un test antidopping. În a doua jumătate a sezonului Silvestre a făcut din nou pereche cu Wes Brown, aflat într-o formă fizică slabă, și cei doi s-au făcut vinovați pentru primirea mai multor goluri. Deși United a câștigat Cupa FA în acel sezon, după o victorie cu 3-0 în fața lui Millwall, nesiguranța în defensivă a continuat și la începutul sezonului 2004/2005.
În prezent, în urma parteneriatului dintre Nemanja Vidic și Rio Ferdinand în inima defensivei lui United, precum și a competiției cu Patrice Evra pentru poziția de fundaș stânga (înainte de 2007 și cu Gabriel Heinze), locul lui Silvestre în echipă nu mai pare așa de sigur. Cu toate acestea, la sfârșitul sezonului 2006/2007 a fost într-o formă bună, în special într-o victorie cu 2-0 în fața lui Arsenal, ca fundaș stânga. A admis că i s-a oferit în 2006 posibilitatea să plece în perioada de transferări din ianuarie, la echipa lui Gerard Houllier Olympique Lyon, dar a preferat să rămână.

## Statistici carieră
| Club              | Sezon         | Campionat | Campionat | Cupă    | Cupă   | Cupa Ligii | Cupa Ligii | Europa  | Europa | Altele  | Altele | Total   | Total  |
| Club              | Sezon         | Meciuri   | Goluri    | Meciuri | Goluri | Meciuri    | Goluri     | Meciuri | Goluri | Meciuri | Goluri | Meciuri | Goluri |
| ----------------- | ------------- | --------- | --------- | ------- | ------ | ---------- | ---------- | ------- | ------ | ------- | ------ | ------- | ------ |
| Rennes            | 1995–96       | 1         | 0         | 0       | 0      | 0          | 0          | 0       | 0      | 0       | 0      | 1       | 0      |
| Rennes            | 1996–97       | 16        | 0         | 1       | 0      | 1          | 0          | 0       | 0      | 0       | 0      | 18      | 0      |
| Rennes            | 1997–98       | 32        | 0         | 2       | 0      | 1          | 0          | 0       | 0      | 0       | 0      | 35      | 0      |
| Rennes            | Total         | 49        | 0         | 3       | 0      | 2          | 0          | 0       | 0      | 0       | 0      | 54      | 0      |
| Internazionale    | 1998–99       | 18        | 1         | 7       | 0      | –          | –          | 6       | 0      | 0       | 0      | 31      | 1      |
| Internazionale    | Total         | 18        | 1         | 7       | 0      | –          | –          | 6       | 0      | 0       | 0      | 31      | 1      |
| Manchester United | 1999–2000     | 31        | 0         | –       | –      | 0          | 0          | 4       | 0      | 3       | 0      | 38      | 0      |
| Manchester United | 2000–01       | 30        | 1         | 2       | 0      | 0          | 0          | 14      | 0      | 1       | 0      | 47      | 1      |
| Manchester United | 2001–02       | 35        | 0         | 2       | 0      | 0          | 0          | 13      | 1      | 1       | 0      | 51      | 1      |
| Manchester United | 2002–03       | 34        | 1         | 2       | 0      | 5          | 0          | 13      | 0      | 0       | 0      | 54      | 1      |
| Manchester United | 2003–04       | 34        | 0         | 5       | 1      | 0          | 0          | 6       | 1      | 1       | 1      | 46      | 3      |
| Manchester United | 2004–05       | 35        | 2         | 4       | 0      | 2          | 0          | 8       | 0      | 1       | 0      | 50      | 2      |
| Manchester United | 2005–06       | 33        | 1         | 4       | 0      | 5          | 0          | 6       | 0      | 0       | 0      | 48      | 1      |
| Manchester United | 2006–07       | 14        | 1         | 2       | 0      | 2          | 0          | 3       | 0      | 0       | 0      | 21      | 1      |
| Manchester United | 2007–08       | 3         | 0         | 0       | 0      | 0          | 0          | 2       | 0      | 1       | 0      | 6       | 0      |
| Manchester United | Total         | 249       | 6         | 21      | 1      | 14         | 0          | 69      | 2      | 8       | 1      | 361     | 10     |
| Arsenal           | 2008–09       | 14        | 2         | 2       | 0      | 1          | 0          | 6       | 0      | 0       | 0      | 23      | 2      |
| Arsenal           | 2009–10       | 12        | 1         | 2       | 0      | 3          | 0          | 3       | 0      | 0       | 0      | 20      | 1      |
| Arsenal           | Total         | 26        | 3         | 4       | 0      | 4          | 0          | 9       | 0      | 0       | 0      | 43      | 3      |
| Werder Bremen     | 2010–11       | 26        | 1         | 1       | 0      | 0          | 0          | 3       | 0      | 0       | 0      | 30      | 1      |
| Werder Bremen     | 2011–12       | 1         | 0         | 0       | 0      | 0          | 0          | 0       | 0      | 0       | 0      | 1       | 0      |
| Werder Bremen     | Total         | 27        | 1         | 1       | 0      | 0          | 0          | 3       | 0      | 0       | 0      | 31      | 1      |
| Portland Timbers  | 2013          | 8         | 0         | 0       | 0      | 0          | 0          | 0       | 0      | 0       | 0      | 8       | 0      |
| Portland Timbers  | Total         | 8         | 0         | 0       | 0      | 0          | 0          | 0       | 0      | 0       | 0      | 8       | 0      |
| Chennaiyin        | 2014          | 6         | 0         | 0       | 0      | 0          | 0          | 0       | 0      | 0       | 0      | 6       | 0      |
| Chennaiyin        | Total         | 6         | 0         | 0       | 0      | 0          | 0          | 0       | 0      | 0       | 0      | 6       | 0      |
| Total carieră     | Total carieră | 383       | 10        | 36      | 1      | 20         | 0          | 87      | 2      | 8       | 1      | 534     | 14     |

## Viața personală
Este căsătorit cu Séverine, și are trei copii: Evy, Cléo Mya și Zack.